# إبراهيم في الإسلام
إِبْرَاهِيمُ  في الإسلام هو أحد الأنبياء والرسل. ذُكر إبراهيم في 69 موضعًا من القرآن. ويعتبره المسلمون نبيًا وأبًا ورمزًا للمسلم المثالي. وفي التقاليد الإسلامية، يُنظر لإبراهيم أنه الرائد الأول للإسلام، ومن أولي العزم من الرسل. وأن هدفه ورسالته طوال حياته كانت لإعلان وحدانية الله. ويشار لإبراهيم في الإسلام بـ«إبراهيم الخليل». ويختم المسلمون صلواتهم بالصلاة الإبراهيمية، وفيها الدعوة بالصلاة والتبريك لمحمد وإبراهيم وآلهم.

## نسبه
هو إبراهيم بن تارح (أو تارخ وهو آزر) بن ناحور بن ساروغ بن أرغوا بن فالغ بن عابر بن شالخ بن قينان بن أرفخشذ بن سام بن نوح.
وذكر ابن كثير في كتابه البداية والنهاية أنهُ إبراهيم بن تارخ بن ناحور بن ساروغ بن راعو بن فالغ بن عابر بن شالح بن أرفخشذ بن سام بن نوح ، وقال: وهذا نص أهل الكتاب في كتابهم.

## مولده
ولد في حران جنوب الأناضول بالقرب من ديار بكر. وأخوه مؤسس وباني مدينة حران. ونشأ في بيئة وثنية شاع فيها ما يُعبد من دون الله، فمن لم يعبد الأصنام، عبد الكواكب وغيرها، وقيل أنهم كانوا جميعا يعبدون الكواكب لكنهم رمزوا لها بأصنام وتماثيل كانوا يقتربون إليها.
وورد في القرآن، خلافا لما في العهد القديم، أن إبراهيم بن آزر ﴿وَإِذْ قَالَ إِبْرَاهِيمُ لِأَبِيهِ آزَرَ أَتَتَّخِذُ أَصْنَامًا آلِهَةً إِنِّي أَرَاكَ وَقَوْمَكَ فِي ضَلَالٍ مُبِينٍ ۝٧٤﴾ (سورة الأنعام، الآية 74) إلا أنه قيل في تفسير الآية أنه عمه وليس أباه وناداه أبتاه لأنه هو الذي رباه حسب تفسير الشعراوي.

## مختصر سيرته
يذكر القرآن قصته مع قومه حيث دعاهم إلى ترك عبادة الأصنام وعبادة الله وحده، فأبوا محتجين بتمسكهم بدين آبائهم، لكن إبراهيم كسَّر أصنامهم باستثناء أكبرها، أثناء غيابهم ﴿فَجَعَلَهُمْ جُذَاذًا إِلَّا كَبِيرًا لَهُمْ لَعَلَّهُمْ إِلَيْهِ يَرْجِعُونَ ۝٥٨﴾ (سورة الأنبياء، الآية 58). وعندما اكتشفوا ذلك قرروا حرقه في النار إلا أن مشيئة الله -كما ذكر في القرآن- جعلت من النار بردًا وسلاما عليه ﴿قُلْنَا يَا نَارُ كُونِي بَرْدًا وَسَلَامًا عَلَى إِبْرَاهِيمَ ۝٦٩﴾ (سورة الأنبياء، الآية 69)، وتميّز خطاب إبراهيم في القرآن بالصيغ الاستفهامية متعددة الأغراض، وفي ذلك قوة تعبيرية موجزة. ثم هاجر إبراهيم إلى فلسطين، وسكن قرب قرية "أربع" (وهي مدينة كنعانية) في المكان الذي أنشأت فيه فيما بعد مدينة الخليل، وفيها الحرم الإبراهيمي الذي يعتقد أنه مدفون فيه. عندما ذهب إلى مصر تزوج هاجر وأنجبت له إسماعيل، أما زوجته الأولى سارة فأنجبت له فيما بعد إسحاق، وكلاهما من الأنبياء.
روى البخاري في صحيحه قال: أولُ ما اتَّخَذَ النساءُ المِنْطَقَ من قبلِ أم إسماعيلَ، اتخذتْ مِنْطَقًا لتُعفي أَثَرها على سارةَ، ثم جاء بها إبراهيمُ وبابنها إسماعيل وهي ترضعُهُ، حتى وضعها عند البيتِ، عند دَوْحَةٍ فوق زمزم في أعلى المسجدِ، وليس بمكة يومئذٍ أحدٌ، وليس بها ماءٌ، فوضعهما هنالك، ووضع عندهما جِرَابًا فيهِ تمرٌ، وسقاءً فيهِ ماءٌ، ثم قَفَّى إبراهيمُ منطلقًا، فتبعتْهُ أمُّ إسماعيلَ، فقالت: يا إبراهيمُ، أين تذهبُ وتتركنا بهذا الوادي، الذي ليس فيهِ إنسٌ ولا شيٌء؟ فقالت لهُ ذلك مرارًا، وجعل لا يتلفتُ إليها، فقالت لهُ: آللهُ الذي أمرك بهذا؟ قال: نعم، قالت: إذن لا يُضَيِّعُنَا، ثم رجعتُ، فانطلقَ إبراهيمُ حتى إذا كان عند الثَّنِيَّةِ حيثُ لا يرونَهُ، استقبلَ بوجهِهِ البيتَ، ثم دعا بهؤلاءِ الكلماتِ، ورفع يديهِ فقال: ﴿رَبَّنَا إِنِّي أَسْكَنْتُ مِنْ ذُرِّيَّتِي بِوَادٍ غَيْرِ ذِي زَرْعٍ عِنْدَ بَيْتِكَ الْمُحَرَّمِ رَبَّنَا لِيُقِيمُوا الصَّلَاةَ فَاجْعَلْ أَفْئِدَةً مِنَ النَّاسِ تَهْوِي إِلَيْهِمْ وَارْزُقْهُمْ مِنَ الثَّمَرَاتِ لَعَلَّهُمْ يَشْكُرُونَ ۝٣٧﴾ [إبراهيم:37] وجعلت أمُّ إسماعيلَ تُرْضِعُ إسماعيل وتشربُ من ذلك الماءِ، حتى إذا نفذَ ما في السِّقَاءِ عطشتْ وعطشَ ابنها، وجعلت تنظرُ إليهِ يَتَلَوَّى، أو قال يتلبَّطُ، فانطلقت كراهيةَ أن تنظرَ إليهِ، فوجدتِ الصفا أقربُ جبلٍ في الأرضِ يليها، فقامت عليهِ، ثم استقبلتِ الوادي تنظرُ هل ترى أحدًا فلم تَرَ أحدًا، فهبطتْ من الصفا حتى إذا بلغتِ الوادي رفعتْ طرفَ درعها، ثم سعت سعيَ الإنسانِ المجهودِ حتى إذا جاوزتِ الوادي، ثم أتتِ المروة فقامت عليها ونظرت هل ترى أحدًا فلم تَرَ أحدًا، ففعلت ذلك سبعَ مراتٍ. قال ابن عباس: قال النبيُّ صلَّى اللهُ عليهِ وسلَّمَ: «فذلك سعيُ الناسِ بينهما». فلما أشرفت على المروةِ سمعت صوتًا، فقالت: صَهٍ! - تريدُ نفسها - ثم تَسَمَّعَتْ، فسمعت أيضًا، فقالت: قد أُسْمِعْتُ إن كان عندكَ غَوَاثٌ، فإذا هي بالمَلَكِ عند موضعِ زمزمَ، فبحث بعقبِهِ، أو قال: بجناحِهِ، حتى ظهرِ الماءِ، فجعلت تَحُوضُهُ وتقولُ بيدها هكذا، وجعلت تغرُفُ من الماءِ في سقائها وهو يفورُ بعد ما تغرفُ. قال ابن عباس: قال النبيُّ صلَّى اللهُ عليهِ وسلَّمَ: «يرحمُ الله أم إسماعيلَ، لو كانت تركت زمزمَ - أو قال: لو لم تغرف من الماءِ - لكانت زمزمُ عينًا معينًا». قال: فشربت وأرضعتْ ولدها، قال لها الملَكُ: لا تخافوا الضَّيْعَةَ، فإنَّ ها هنا بيت الله، يبني هذا الغلامُ وأبوهُ، وإنَّ اللهَ لا يُضَيِّعُ أهلَهُ. وكان البيتُ مرتفعًا من الأرضِ كالرابيةِ، تأتيهِ السيولُ، فتأخذُ عن يمينِهِ وشمالِهِ، فكانت كذلك حتى مَرَّتْ بهم رفقةٌ من جُرْهُمَ، أو أهلُ بيتٍ من جُرْهُمَ، مقبلينَ من طريقِ كَدَاءٍ، فنزلوا في أسفلِ مكةَ، فرأوا طائرًا عائفًا، فقالوا: إنَّ هذا الطائرَ ليدورُ على ماءٍ، لعهدنا بهذا الوادي وما فيهِ ماءٌ، فأرسلوا جَرِيًّا أَوْ جَرِيَّيْنِ فإذا هم بالماءِ، فرجعوا فأخبروهم بالماءِ فأقبلوا، قال: وأمُّ إسماعيلَ عند الماءِ، فقالوا: أتأذنينَ لنا أن ننزلَ عندكِ؟ فقالت: نعم، ولكن لا حقَّ لكم في الماءِ، قالوا: نعم. قال ابن عباس: قال النبيُّ صلَّى اللهُ عليهِ وسلَّمَ: «فألفى ذلك أمُّ إسماعيلَ وهي تُحِبُّ الأُنْسَ». فنزلوا وأرسلوا إلى أهليهم فنزلوا معهم، حتى إذا كان بها أهلُ أبياتٍ منهم، وشبَّ الغلامُ وتعلَّمَ العربيةَ منهم، وأنفسهم وأعجبهم حين شبَّ، فلما أدركَ زوَّجوهُ امرأةً منهم، وماتت أمُّ إسماعيلَ، فجاء إبراهيمُ بعد ما تزوجَ إسماعيلُ يُطالعُ تَرِكَتَهُ، فلم يجد إسماعيلَ، فسأل امرأتَهُ عنهُ فقالت: خرج يبتغي لنا، ثم سألها عن عيشهم وهيئتهم، فقالت: نحنُ بِشَرٍّ، نحنُ في ضيقٍ وشدةٍ، فشكت إليهِ، قال: فإذا جاء زوجكِ فاقرئي عليهِ السلامَ، وقولي لهُ يُغَيِّرْ عتبةَ بابِهِ، فلما جاء إسماعيلُ كأنَّهُ آنسَ شيءًا، فقال: هل جاءكم من أحدٍ؟ قالت: نعم، جاءنا شيخٌ كذا وكذا، فسأَلَنَا عنكَ فأخبرتُهُ، وسألني كيف عيشنا، فأخبرتُهُ أنَّا في جهدٍ وشدةٍ، قال: فهل أوصاكِ بشيءٍ؟ قالت: نعم، أمرني أن أقرأَ عليك السلامَ، ويقولُ: غَيِّرْ عتبةَ بابكَ، قال: ذاك أبي، وقد أمرني أن أُفَارِقَكِ، الحقي بأهلِكِ، فطلَّقها، وتزوَّجَ منهم أخرى، فلبثَ عنهم إبراهيمُ ما شاء اللهُ، ثم أتاهم بعدُ فلم يجدْهُ، فدخل على امرأتِهِ فسألها عنهُ، قالت: خرج يبتغي لنا، قال: كيف أنتم؟ وسألها عن عيشهم وهيئتهم، قالت: نحنُ بخيرٍ وسِعَةٍ، وأثنتْ على اللهِ. فقال: ما طعامكم؟ قالت: اللحمُ. قال: فما شرابكم؟ قالت: الماءُ. قال: اللهمَّ بارِكْ في اللحمِ والماءِ. قال النبيُّ صلَّى اللهُ عليهِ وسلَّمَ : (ولم يكن لهم يومئذٍ حَبٌّ، ولو كان لهم دعا لهم فيهِ). قال: فهما لا يَخلو عليهما أحدٌ بغيرِ مكةَ إلا لم يُوافقاهُ. قال: فإذا جاء زوجكِ فاقرئي عليهِ السلامَ، ومُرِيهِ يُثَبِّتْ عتبةَ بابِهِ، فلما جاء إسماعيلُ قال: هل أتاكم من أحدٍ؟ قالت: نعم، أتانا شيخٌ حسنُ الهيئةِ، وأثنتْ عليهِ، فسألني عنك فأخبرتُهُ، فسألني كيف عيشنا فأخبرتُهُ أنَّا بخيرٍ، قال: فأوصاكِ بشيٍء، قالت: نعم، هو يقرأُ عليك السلامَ، ويأمرك أن تُثَبِّتْ عتبةَ بابكَ، قال: ذاك أبي وأنتِ العتبةُ، أمرني أن أُمْسِكَكِ، ثم لبث عنهم ما شاء اللهُ، ثم جاء بعد ذلك، وإسماعيلُ يَبْرِي نَبْلًا لهُ تحت دَوْحَةٍ قريبًا من زمزمَ، فلما رآهُ قام إليهِ، فصنعا كما يصنعُ الوالدُ بالولدِ والولدُ بالوالدِ، ثم قال: إنَّ اللهَ أمرني بأمرٍ، قال: فاصنع ما أمر ربكَ، قال: وتُعينني؟ قال: وأُعينكَ، قال: فإنَّ اللهَ أمرني أن أبني ها هنا بيتا، وأشار إلى أَكْمَةٍ مرتفعةٍ على ما حولها، قال: فعند ذلك رفعا القواعدَ من البيتِ، فجعل إسماعيلُ يأتي بالحجارةِ وإبراهيمُ يبني، حتى إذا ارتفعَ البناءُ، جاء بهذا الحجرِ، فوضعَهُ لهُ فقام عليهِ، وهو يبني وإسماعيلُ يُنَأوِلُهُ الحجارةَ، وهما يقولانِ: رَبَّنَا تَقَبَّلْ مِنَّا إِنَّكَ أَنْتَ السَّمِيعُ الْعَلِيمُ. قال: فجعلا يبنيانِ حتى يدورا حول البيتِ وهما يقولانِ: رَبَّنَا تَقَبَّلْ مِنَّا إِنَّكَ أَنْتَ السَّمِيعُ الْعَلِيمُ.

### الابتلاء
ويذكر القرآن أن إبراهيم رأى في المنام أنه يذبح ابنه إسماعيل، ولأن رؤيا الأنبياءِ وحيٌ، فلم يتردد إبراهيم وابنه في تنفيذ هذا الأمر، فافتداه الله بكبش عظيم لصدق نيته، ويعتبر المسلمون أن منسك تقديم الأضاحي في عيد الأضحى مستمد من هذه القصة. بالإضافة لذلك فقد أخبر الله إبراهيم أنه سيدمر مدن قوم لوط، لفساد عقيدتهم وشهوتهم للرجال لا النساء.
سأل إبراهيم الخليل ربّه أن يهبه ولدا صالحا، وذلك عندما هاجر من بلاد قومه، فبشّره الله عز وجل بغلام حليم، وهو إسماعيل، الذي ولد من هاجر، بينما كان إبراهيم الخليل، في السادسة والثمانين من عمره، فكان إسماعيل أول ولد إبراهيم، يقول الله : «وقال إني ذاهب إلى ربي سيهدين، ربّ هب لي من الصالحين، فبشّرناه بغلام حليم»
وعندما كبر إسماعيل، وشبّ، واشتد عوده، رأى إبراهيم الخليل في المنام أن الله يأمره أن يذبح ولده، ورؤيا الأنبياء وحي، ورد في القرآن: "فلما بلغ معه السّعى قال يابنيّ إني أرى في المنام أني أذبحك فانظر ماذا ترى"، إنه لأمر عظيم، واختبار صعب، للنبي إبراهيم، فإسماعيل هذا الولد العزيز البكر، والذي جاءه على كبر، سوف يفقده بعدما أمره الله عز وجل أن يتركه مع أمه السيدة هاجر، في واد ليس به أنيس، هاهو الآن يأمره مرة أخرى أن يذبحه، لكنّ إبراهيم، امتثل لأمر ربه واستجاب لطلبه وسارع إلى طاعته. ثم اتجه إلى ابنه إسماعيل، وعرض الأمر عليه، ولم يرد أن يذبحه قسرا، فكان ردّ الغلام إسماعيل «قال يا أبت افعل ما تؤمر ستجدني إن شاء الله من الصابرين». ردّ يدل على منتهى الطاعة وغايتها للوالد ولرب العباد، لقد أجاب إسماعيل بكلام فيه استسلام لقضاء الله وقدره، وفيه امتثال رائع لأمر الله عز وجل، وأيّ أمر هذا! إنه ليس بالأمر السهل، وحانت اللحظة الحاسمة بعد أن عزم إبراهيم على ذبح ابنه، انقيادا لأمر الله عز وجل، فأضجعه على الأرض،: والتصق جبين إسماعيل بالأرض، وهمّ إبراهيم أن يذبح ابنه. جاء في القرآن: ﴿فَلَمَّا بَلَغَ مَعَهُ السَّعْيَ قَالَ يَا بُنَيَّ إِنِّي أَرَى فِي الْمَنَامِ أَنِّي أَذْبَحُكَ فَانْظُرْ مَاذَا تَرَى قَالَ يَا أَبَتِ افْعَلْ مَا تُؤْمَرُ سَتَجِدُنِي إِنْ شَاءَ اللَّهُ مِنَ الصَّابِرِينَ ۝١٠٢ فَلَمَّا أَسْلَمَا وَتَلَّهُ لِلْجَبِينِ ۝١٠٣ وَنَادَيْنَاهُ أَنْ يَا إِبْرَاهِيمُ ۝١٠٤ قَدْ صَدَّقْتَ الرُّؤْيَا إِنَّا كَذَلِكَ نَجْزِي الْمُحْسِنِينَ ۝١٠٥ إِنَّ هَذَا لَهُوَ الْبَلَاءُ الْمُبِينُ ۝١٠٦ وَفَدَيْنَاهُ بِذِبْحٍ عَظِيمٍ ۝١٠٧﴾ [الصافات:102–107].
لكنّ السكين لم تقطع، بإرادة الله ، عندها فداه الله ، بكبش عظيم من الجنة، أبيض الصوف ذي قرنين كبيرين، وهكذا أصبحت الأضحية سنة إبراهيم، سنّة للمسلمين كافة. يؤدونها أيام الحج إلى البيت العتيق بمكة.